# Ardit
L'ardit fou la moneda catalana de poc valor més habitual dels segles xvii i xviii. A l'anvers dels ardits hi figuren les lletres A-R, i era un tipus de moneda de billó. En realitat ardit era la forma catalana d'anomenar les hardi (francès), que eren diversos tipus de monedes que circulaven per Aquitània des del segle xiv. Durant els segles xvii i xviii fou la moneda de billó més normal a Catalunya, i es va continuar encunyant també durant el regnat dels Borbons. Ho eren tant que fins i tot van provocar el sorgiment d'una unitat de compte: el ral d'ardits, que equivalia a 24 diners i es va utilitzar fins al segle xix.

## Encunyacions catalanes
- Ardits de Felip II
- Reversos

Al Principat de Catalunya es va utilitzar aquest mateix nom des de principis del segle xvi per a la moneda de dobler (equivalent a dos diners) que va començar a encunyar Ferran II el Catòlic. Però fou al segle xvii quan assoliria la seva importància en tornar a ser encunyat per la seca de Barcelona des del 1612. A partir de llavors es bateren els ardits a molinet amb un 6% de plata que substituïren completament les emissions locals purament d'aram. Més tard, ja cap al final de la Guerra dels Segadors, una emissió massiva de sisens d'aram es va reconvertir en ardits de molt baixa llei amb només un 1% de plata, els quals no van trigar a caure al valor d'un sol diner. I encara uns anys després, durant la Guerra de Successió es van encunyar ardits un altre cop donant-los el valor de dos diners.
De manera puntual també es van encunyar ardits a Puigcerdà en algun moment del segle xvi, a Perpinyà el 1611 i en algun altre lloc.
Tot i la imposició del sistema polític de la Nova Planta després del 1714, el seu arrelament social feu que es mantingués malgrat els nombrosos canvis sistèmics del nou règim borbònic: Es van encunyar nous ardits entre el 1754 i el 1756, però des de la seca de Segòvia, ja que la de Barcelona havia estat tancada.
Durant la Guerra del Francès (1808-1814) els vells ardits foren utilitzats per encunyar els nous xavos, i els segovians serviren per encunyar els nous quartos.